# Karl-Friedrich Tropf
Karl-Friedrich Tropf (* 17. November 1939 in Tauberbischofsheim; † 18. August 2024) war ein deutscher Jurist. Er war von 1989 bis 2004 Richter am Bundesgerichtshof.

## Leben
Nach Beendigung seiner juristischen Ausbildung trat Tropf 1967 in den Justizdienst des Landes Baden-Württemberg ein und war zunächst am Amtsgericht Ettlingen und am Landgericht Karlsruhe tätig. Von 1969 bis 1971 war er an das Bundesjustizministerium, danach bis 1974 als wissenschaftlicher Mitarbeiter an das Bundesverfassungsgericht abgeordnet.
Nach dieser Abordnung wurde Tropf zunächst Notar im Notariat Pforzheim, ab 1976 Richter am Oberlandesgericht Karlsruhe.
Zum Richter am Bundesgerichtshof wurde Tropf 1989 gewählt. Innerhalb des Bundesgerichtshofs gehörte Tropf dem V. Zivilsenat an, ab 2000 als dessen stellvertretender Vorsitzender. Darüber hinaus war er ab 1991 Mitglied im Senat für Notarsachen.
Am 30. November 2004 trat Tropf in den Ruhestand.